# 一柳氏
一柳氏（ひとつやなぎし）は、武家・華族だった日本の氏族。河野氏の庶流と伝える美濃国出身の氏族で、一柳直末・直盛兄弟が豊臣秀吉に仕えて大名となった。江戸時代初期には直盛の3人の子が大名となるが、そのうち2家（伊予小松藩、播磨小野藩）が大名として明治の廃藩置県まで残り、華族の子爵家に列した。

## 概要
一柳直盛は豊臣秀吉に仕えて尾張黒田3万5000石を領する大名に出世し、1600年の関ヶ原の戦いで徳川家康に属したことで、その翌年に伊勢国神戸藩5万石に加増された。1636年に伊予国西条藩6万3000石に移封されたが、直盛の死後に遺領は3子に分割された。西条3万石は長男直重が相続したが、その子の一柳直興の代の1665年に勤仕怠慢を理由に改易された。
播磨小野を相続した直盛の次男直家は、みずからの知行と合わせて2万8600石を領したが、1643年の直家の病篤で末期養子を要請したことで1万石に減封され、その後1万石の小野藩主家として廃藩置県まで続いた。
伊予国小松を相続した直盛の三男直頼の家系も1万石の小松藩主家として廃藩置県まで続いた。
明治維新後、旧小野藩主家と旧小松藩主家両方とも華族の子爵家に列せられた。

## 歴史

### 出自
『寛政重修諸家譜』が記すところによれば、一柳家の初代である宣高は、伊予国の大名である河野通直（弾正少弼）の子で、大永年間（1521年 - 1528年）に父が没したために伊予国を去り、美濃国厚見郡西野村（現在の岐阜県岐阜市西野町）に移った。衰微した身の上で祖先の名を顕すことをできないことを恥じた宣高は、「土岐の郡司」に謁した際に「河野」に代わる称号（名字）を請い、ちょうど蹴鞠の庭の柳がひときわ鮮やかであったことから「一柳」を氏とすることを提案されたという。ただし、この逸話があったのは宣高の祖父の代であったとする説や、あるいは宣高の父は通直とは別の人物であるといった説もあって、河野氏との具体的な関係ははっきりしない（一柳宣高参照）。
一柳氏の起源については、尾張国愛知郡にあった伊勢神宮領の一楊御厨（一楊荘、「一柳」とも記す。現在の名古屋市中川区・中村区付近）との関係を想定する意見もあり、古くは新井白石が『藩翰譜』で提示している
。伊予の越智姓河野氏との関係については仮冒という見方もあるが、美濃土岐氏が伊予国に所領を持っていた関係で河野氏の庶流が美濃に入ったともされ、稲葉氏や林氏なども河野氏末裔を主張している。
岐阜市西野町にある本願寺岐阜別院は宣高の屋敷跡という。家伝によれば、宣高の子である一柳直高は稲葉一鉄の姪（姉の娘）を妻とした。快川紹喜の法嗣で妙心寺住持となった南化玄興も一柳家出身といい、宣高（太郎右衛門）の子とする系図がある。

### 安土桃山時代
宣高の孫（直高の子）の一柳直末・一柳直盛兄弟が豊臣秀吉に仕え、特に直末は天正元年（1573年）に近江国長浜村に250石の所領を与えられ、秀吉の播磨国平定に戦功をたてて黄幌衆に列し、兵糧奉行・普請奉行を務めた。その後、天正11年に賤ケ岳の戦い、天正12年に小牧長久手の戦い、根来・雑賀攻め、同年の四国平定などに従軍し、同年9月に美濃国大垣城主となり、徐五位下伊豆守に叙任し、2万5000石を領した。同17年に同国軽海西城主5万石に転じたが、同18年（1590年）の小田原征伐のときに、緒戦の山中城攻めで流れ弾にあたって戦死。後年、一柳一族はこの直末の顕彰をたびたび行っていくことになる。
弟の直盛（監物）が家督し、秀吉から尾張国黒田城3万石を与えられ、天正19年には従五位下監物に叙任。文禄元年（1592年）1月11日に美濃国本巣郡内に5000石加増され、朝鮮出兵では軍船の造船に従事した。

### 近世大名家

#### 伊予西条藩主家（宗家）
直盛は関ヶ原の戦いで東軍に付き、岐阜城攻めに参陣し、大垣城と佐和山城の間の美濃国長松に布陣して通路を遮断。その戦功により、1万5000石加増されて伊勢国（三重県）神戸藩5万石に入封。
寛永13年（1636年）に江戸城外堀石垣の普請役を務めた功で、1万6000石余を加増され、伊予国西条藩主6万8600石となる。祖先河野氏の故地である伊予への移転を望んでこれが認められたとされるが、同年に新領地に赴く途中の大坂で病没した。
嫡男の直重が家督し、父の遺領の内3万石を継ぎ、2万8600石は弟直家、1万石は弟直頼が相続した。昭和初期に『一柳家史紀要』を編纂した一柳貞吉（後述）は、大名となった直盛の息子3人の家を「一柳三家」としている。
宗家の伊予西条藩主直興が西条藩3代藩主となったが、京都女院御所造営助役を任じられた際の上京の遅れ、参勤交代の際の病気遅参届けの遅れ、不行跡などを咎められ、寛文5年（1665年）に改易となった。5000石を分知されて旗本になっていた弟の直照の家系が名跡を継いで旗本として存続した。

#### 播磨小野藩主家
寛永13年に直盛の次男直家が、父の遺領の内播磨国の加東郡や伊予国宇摩郡や周敷郡において2万8600石を分与され、播磨国小野藩主となった。
寛永20年（1643年）の直家の病気で直次（小出吉親次男）を養子としたが、末期養子であるとされて、1万8600石を没収されて播磨加東郡1万石のみにされた。以降廃藩置県までその石高で小野に在封。
最後の藩主末徳は、慶応4年（1868年）の戊辰戦争で官軍に参加し、北越方面に出兵した。
維新後、華族の子爵家に列す（→一柳子爵家（小野）へ）。

#### 伊予小松藩主家
寛永13年に直盛の三男直頼が、父の遺領の内伊予国の周敷郡・新居郡において1万石を分与され、伊予国小松藩主となった。以降廃藩置県まで同時に在封した。
最後の藩主頼紹は、慶応4年（1868年）の戊辰戦争で官軍に参加し、越後・出羽方面に出兵、鶴岡城攻めに参戦した。
維新後、華族の子爵家に列す（→一柳子爵家（小松）へ）。

### 華族

#### 一柳子爵家（小野）
最後の藩主の一柳末徳は、明治2年（1869年）6月24日の版籍奉還により小野藩知事に任じられ、明治4年（1871年）7月14日の廃藩置県に伴う罷免まで藩知事を務めた。また、明治2年6月17日の行政官達で公家と大名家が統合されて華族制度が誕生すると小野一柳家も華族に列した。
版籍奉還の際に定められた家禄は現米で528石。明治9年の金禄公債証書発行条例に基づき家禄と引き換えに支給された金禄公債の額は、1万9439円42銭5厘（華族受給者中232位）。
明治前期の末徳の住居は東京府麻布区麻布一本松町にあった。当時の家令は、原田敦明。当時の政固は宮内省七等出仕。
明治17年（1884年）7月7日の華族令の施行で華族が五爵制になると、同月8日に旧小藩知事として末徳が子爵に列せられた。
末徳の三女の満喜子はアメリカ出身の宣教師・建築家のウィリアム・メレル・ヴォーリズと結婚し、ヴォーリズは一柳米来留と改名した。
一柳末幸の代の昭和前期に小野一柳子爵家の邸宅は兵庫県明石市大蔵谷にあった。

#### 一柳子爵家（小松）
最後の小松藩主一柳頼紹は、明治2年（1869年）6月の版籍奉還により小松藩知事に任じられたが、翌月に死去。長男の頼明が家督相続し、小松藩知事に就任した。7月14日の廃藩置県に伴う罷免まで藩知事を務めた。また、明治2年6月17日の行政官達で公家と大名家が統合されて華族制度が誕生すると小松一柳家も華族に列した。
版籍奉還の際に定められた家禄は現米で483石。明治9年の金禄公債証書発行条例に基づき家禄と引き換えに支給された金禄公債の額は、1万7863円89銭（華族受給者中252位）。
明治7年に頼明が隠居し、弟の紹念が家督相続。明治前期の紹念の住居は東京府麻布区麻布一本松町にあった。
明治17年（1884年）7月7日の華族令の施行で華族が五爵制になると、同月8日に旧小藩知事として紹念が子爵に列せられた。
一柳直徳の代の昭和前期に小松一柳子爵家の邸宅は東京市世田谷区上馬町にあった。

## その他の一柳家
- 一柳直盛の四男の一柳直良（図書、助之進）は広島藩主浅野家の家臣となり[注釈 7]、1000石を知行したという[39]。
- 一柳直盛の五男一柳直澄は甲府徳川家に仕え、次代の直正が870石の旗本となったが、寛政2年（1790年）、一柳直里（勘之丞）のときに不行跡によって改易された。
- 秀吉の黄母衣衆であり、伊勢国桑名城主となった一柳右近（可遊）は一柳家の一族という。直末・直盛兄弟との系譜関係については「不明」とする見解[40]、「従兄弟」とする見解がある[41]。一柳家には一柳右近将監（弥三右衛門）は宣高の子（直高の弟）である藤兵衛の子とする系図がある[42]。可遊は秀次事件の際に切腹するが、その息子は可遊の妹婿である加藤光泰の養子となって加藤光吉（信濃守）を称し、のちに光泰に実子の加藤貞泰が生まれると家臣となった[42][43]。加藤信濃守光吉は光泰に仕えた3人の家老の中で一番家老を務めて2000石を知行し、子孫は代々大洲藩加藤家の家老となった[43]。また、光吉の弟の一柳孫右衛門、光吉の二男である一柳新五左衛門も、それぞれ一家を立てて大洲藩に仕えた[42]。
- 昭和初期、一柳貞吉や一柳慎[注釈 8]らは一族の歴史を調査し、祖先顕彰の活動を行った[44]。1930年には直末が戦死した山中城址に石碑を建立して除幕式を行っており、1933年に一族の事績と系譜を記録した私家版の冊子『一柳家史紀要』を編纂している。この『一柳家史紀要』には、系図のほかに「蒐集した資料」が用いられているとされ、各種の名簿等から一柳姓の人物を検出して調査を行っており（調査の結果、血縁上は無関係であったという人物のことも載せている[45]）、系譜関係などを未調査のまま名簿に挙げているものもある[注釈 9]。『一柳家史紀要』では、以下の一族を「連家」として記している。
- 宣高の弟・一柳通方の家は、織田信長から美濃国根尾代官に任じられた。
- 宣高の二男・一柳通正の末裔からは、大垣藩戸田家に馬術師範として出仕した人物がおり、この家は明治期に「河野」姓に改めた。
- 宣高の三男・祥斎の末裔は、大坂近郊の二重新家村（現在の大阪市東淀川区菅原）の庄屋を務めた。一柳太郎兵衛は中島大水道開削を発起した[注釈 10]。
- 直末の婿であった一柳末晴（直末の従弟でもとは稲葉姓）に始まる家は、一柳直好のとき会津藩に仕えた。
- 『寛政譜』によれば、奥医師の曲直瀬正琳（曲直瀬道三の弟子、養安院）が宣高の子孫であると称している[50]。
- このほか『芸藩輯要』（昭和初年に編纂された広島藩の記録）によれば、広島藩浅野家に仕えた一柳家は、宣高の二男「弥三右衛門通定」の末裔とする家伝を有する。通定の嫡孫という一柳弥三右衛門長直が紀州で浅野長晟の家臣となり、のちに御馬廻を務め500石の知行を得た。この家の子孫は大御目付などの職を務めており、家老を務めた人物もいる[注釈 11][51]。

## 系図
```
太線は実子、細線は養子。
```

```
宣高

 ┃

直高

 ┣━━━┳━━━┓

直末
　　
直盛
　　女子（
小川祐忠
妻）
　　　　 ┣━━━┳━━━━━━━━━━━━┓
　　　　
直重
　　
直家
　　　　　　　　　　　
直頼

　　　　 ┃　　　｜　　　　　　　　　　　　┣━━━┓
　　　　
直興
　　
直次
　　　　　　　　　　　
直治
　
小出吉直

　　　　　　　　 ┣━━━┳━━━┓　　　　┣━━━┳━━━┓
　　　　　　　　
末礼
　　
直昌
　
小出吉忠
　　
頼徳
　　
直堅
　　
治良

　　　　　　　　　　　　 ┃　　　　　　　　　　　　　　　　┃
　　　　　　　　　　　　
末昆
　　　　　　　　　　　　　　　
頼邦

　　　　　　　　　　　　 ┃　　　　　　　　　　　　　　　　┃
　　　　　　　　　　　　
末栄
　　　　　　　　　　　　　　　
頼寿

　　　　　　　　　　　　 ┃　　　　　　　　　　　　　　　　┣━━━┓
　　　　　　　　　　　　
末英
　　　　　　　　　　　　　　　
頼欽
　　
寿重

　　　　　　　　　　 　　┣━━━┓　　　　　　　　　　　　┃　　　┃
　　　　　　　　　　　　
末昭
　　
末周
　　　　　　　　　　　
頼親
　　
頼紹

　　　　　　　　　　　　　　　　 ┃　　　　　　　　　　　　　　　　┣━━━┓
　　　　　　　　　　　　　　　　
末延
　　　　　　　　　　　　　　　
頼明
　　
紹念

　　　　　　　　　　　　　　　　 ┃
　　　　　　　　　　　　　　　　
末彦

　　　　　　　　　　　　　　　　 ｜
　　　　　　　　　　　　　　　　
末徳
```

## 家紋
『寛永譜』によれば、一柳家の紋は「丸の内に釘抜」で、元は「三文字」を用いていたという。
『寛政譜』では、一柳家の諸家が用いる紋は以下の通り。
- 「丸に釘抜」（西条藩主家、小松藩主家、旗本一柳直里家）
- 「丸に二重釘抜」（小野藩主家、旗本一柳直郷家）
- 「一重釘貫」（旗本一柳直郷家の古伝）
- 「三文字」（寛永譜時点の西条藩主家）
- 「折敷三文字」（旗本一柳直里家の古伝）
- 「折敷三文字一鱗」（小松藩主家の古伝）
- 「折敷に縮三文字」（旗本一柳直郷家、小野藩主家の古伝）。

1933年に一柳直吉（旗本一柳直郷家の傍系にあたる）が編纂した家史に関する書籍『一柳家史紀要』は、宣高以降の一柳家は「丸に釘抜」（「丸之中釘抜」）、近世以降の一柳三家の紋は「丸に二重釘抜」（「丸之中二重釘抜」）という認識を示している。『一柳家史紀要』は装幀の意匠として「丸に釘抜」「丸に二重釘抜」および河野氏由来の「折敷に三文字」（本文中では「角折敷正三文字」。「三」が楷書体で図示されている）に取り入れている。
千鹿野茂編『家紋でたどるあなたの家系』（続群書類従刊行会）p.165によれば「丸に二重釘抜」を「一柳釘抜」と称したとあるが、これと異なる意匠のものが「一柳釘抜」とされることがある。

## 関連文書

### 「一柳文書」
豊臣秀吉が一柳直末（末安）が送った多くの書簡が現代まで伝わっており、貴重な史料となっている。
小野藩一柳家に伝わった文書は、1990年に一柳家から小野市に寄贈され、小野市立好古館に収蔵されている。小野市立好古館から『播州小野藩一柳家史料』として刊行されている。
小松藩一柳家に伝わった文書は、区別のために「伊予小松一柳文書」とも呼ばれる。

### 一柳家記
『一柳家記』（ひとつやなぎかき）は、一柳家の由緒と、一柳直末・直盛兄弟の武功を記した書籍である。著者は一柳図書で、寛永18年（1641年）5月の成立である。この「一柳図書」は一柳直良（直盛の四男）とされる。異本に『一柳監物武功記』がある。
- 『史籍集覧』第十四冊所収 国立国会図書館デジタルコレクション
- 『続群書類従』第二十輯下 合戦部 国立国会図書館デジタルコレクション
- 『校訂一柳監物武功記』 国立国会図書館デジタルコレクション